# Pterolophia basispinosa
Pterolophia basispinosa là một loài bọ cánh cứng trong họ Cerambycidae.